# 이시코시정
이시코시정(石越町)은 미야기현 북부, 이와테현과의 현 경계에 있던 마을이다. 2005년 4월 1일에 합병에 의해 도미시가 되었다.

## 지리
미야기현 북부에 위치한 마을이다. 마을의 중앙 부분이 구릉지대로, 남북이 평탄한 지형을 이루고 있다.

## 역사
- 1889년 4월 1일 - 정촌제 실시와 함께 도메군 이시코시촌이 성립하였다.
- 1956년 4월 1일 - 정으로 승격하였다.
- 2005년 4월 1일 - 모토요시군 쓰야마촌과 합병해 도메시가 되었다.

## 교통

### 철도
- 동일본 여객철도
  - 도호쿠 본선